# Jamal al-Din al-Afghani
Jamal al-Din al-Afghani, também conhecido como Sayyid Jamāluddīn Asadābādī and Sayyid Muhammad Ibn Safdar al-Husayn (1838-1897) foi um notório divulgador de ideais pan-islâmicos no mundo árabe, criticando duramente Syed Ahmad, um líder pró-ingleses.
Jamal al-Din possuía uma visão romântica da história do povo árabe e marcada por um profundo pensamento anti-iluminista, renegando as ideias de Jean Jacques Rousseau e François Voltaire, por exemplo.
Analogamente à noção de kräfte, termo de origem germânica que remete à ideia de "força", Afghani desenvolve a ideia romântica de uma nação que é capaz de manter sua unidade/identidade através de forças intrínsecas que são capazes, por sua vez, de mantê-la coesa e homogênea. Posteriormente, suas ideias foram retomadas pelo aiatolá Khomeini durante a revolução islâmica ocorrida em 1979 no Irã.